# Fiat 6 HP
Der Fiat 6-8 HP, auch nur 6 HP genannt, war das zweite Modell des italienischen Automobilherstellers Fiat und eine Weiterentwicklung des ersten Fiats, dem Fiat 3,5 HP.
Die mechanischen Komponenten wurden zumeist unverändert übernommen, aber das Fahrgestell des 6-8 HP war größer und breiter als das des 3,5 HP. Auch dieses Modell hatte Ingenieur Aristide Faccioli entworfen.
Die Karosserie lieferte wieder ein externer Karosseriebauer, zusammengebaut wurde das Modell aber nun in Fiats erstem eigenen Werk Corso Dante.
Der wassergekühlte Zweizylinder-Heckmotor des 6-8 HP hatte nun 1082 cm³ Hubraum statt der 679 cm³ des 3,5 HP und leistete 7,5 kW (10,1 PS) bei 800/min. Die Höchstgeschwindigkeit stieg dadurch auf 45 km/h. Das Vorgängermodell hatte drei Vorwärtsgänge, nun konnte man sie wahlweise auch zum Rückwärtsfahren benutzen. Der Wagen konnte nun auch mit Lenkrad statt einer Lenkstange geliefert werden.
Insgesamt wurden 20 Exemplare hergestellt.

## 6 HP Corsa
Fiat baute auch eine Rennversion des 6 HP, den 6 HP Corsa. Bei diesem wurde das Getriebe verändert, um die Übertragungseffizienz zu erhöhen und Gewicht zu sparen. Drei Stück wurden gebaut und damit das Turin-Asti-Rennen im April 1900 und das Rennen Paris-Vicenza-Bassano-Treviso-Padua im Juli des gleichen Jahres gewonnen, bei einer erhöhten Durchschnittsgeschwindigkeit von 59,60 km/h. Gefahren wurde der 6 HP Corsa von Vincenzo Lancia, der später selbst Automobile baute und damals bei Fiat beschäftigt war, und dem später lange in Fiats Diensten stehenden Rennfahrer Felice Nazzaro.